# Аойде (супутник)
Аойде (грец. ΙΑοιδή) (англ. Aoede) — нерегулярний супутник Юпітера, відомий також під назвою 'Юпітер XLI'.

## Відкриття
Був відкритий 8 лютого 2003 року групою астрономів з Гавайського університету під керівництвом Скотта Шеппарда. Отримав тимчасове значення S/2003 J 7. У 2005 році отримав офіційну назву Аойде — по імені персонажа давньогрецької міфології Аойде — музи, дочки Зевса (в римському пантеоні — Юпітера) і Мнемосіни.

## Орбіта
Супутник проходить повний оберт навколо Юпітера на відстані приблизно 23, 980 млн км. Сидеричний період обертання 761,50 земних діб. Орбіта має ексцентриситет ~0,4311.
Супутник належить до Групи Пасіфе, нерегулярних супутників, які кружляють між 22,8 до 24,1 млн км від Юпітера, нахил орбіти становить приблизно від 144,5 до 158,3 градусів.

## Фізичні характеристики
Довжина супутника становить приблизно 4 кілометри у діаметрі, альбедо становить 0,04. Оціночна густина 2,6 г/см³.